# Salti del Diavolo
I Salti del Diavolo sono la parte visibile sopraterra di una formazione sedimentaria di età cretacica (80 milioni di anni), che taglia ortogonalmente la val Baganza all'altezza dei borghi di Chiastre di Ravarano e Cassio, in provincia di Parma. 
La genesi è riconducibile ad una frana sottomarina di ciottoli e sabbia, che avrebbe prodotto queste formazioni nel sottosuolo in un'area vastissima che va dal Monferrato all'Appennino Modenese e che nella val Baganza mostra l'affioramento più spettacolare.
Il motivo per cui in quest'area la formazione presenta un profilo molto netto è da imputare all'erosione differenziale: in migliaia di anni i Salti del Diavolo, resistenti e compatti hanno resistito rispetto alle altre sedimentazioni intorno che sono franate e scomparse.

## Geologia
I Salti del Diavolo sono costituiti da una stratificazione a granulometria decrescente. Si tratta di un conglomerato costituito da diverse rocce, con caratteristiche fisiche diverse: porfidi, graniti, diaspri, calcari, arenarie, micascisti, quarziti, gneiss, serpentini, dolomie, calcari oolitici, selci verdastre e calcari micritici bianchi.
Tutti questi materiali provengono dalla disgregazione di antichissime rocce provenienti dall'arco alpino.
La parte sommitale e visibile è costituita da una fine e compatta arenaria; fin dall'antichità questa pietra era chiamata "mass ladein" ed è stata sfruttata dagli scalpellini del luogo per realizzare elementi architettonici come camini, fontane e portali e sculture. Tra gli esempi più significativi di arte sacra realizzati con questo materiale vanno annoverati la lunetta della chiesa di Talignano del XIII secolo e i portali della pieve di Fornovo e del duomo di Berceto del XII secolo.

## Caratteristiche della zona
L'area in cui sono inseriti i Salti del Diavolo è di enorme interesse geologico per la ricchezza di affioramenti e per la chiarezza con cui è possibile distinguere i caratteri e i processi geologici e morfologici del territorio.
Nella zona sono presenti anche altre formazioni sedimentarie come ad esempio il Flysch del Monte Cassio, le cui regolari stratificazioni emergono, con uno sviluppo verticale di alcune centinaia di metri, sul fianco orientale.
A Casaselvatica, è ben visibile la presenza delle rocce sedimentarie tra le più antiche della provincia di Parma: radiolariti verdi ( c.a.160 milioni di anni), pietre utilizzate anche per la costruzione delle case.

## Leggenda
All'origine del nome della formazione vi è una leggenda secondo la quale un monaco eremita che si era ritirato in preghiera nella zona fu oggetto di tentazioni da parte del diavolo, che lo allettò con promesse di cibo, ricchezze e con una giovane fanciulla. Il monaco però non solo resistette ma fece scappare il diavolo mostrandogli il crocifisso. Nella sua fuga, il diavolo lasciò impresse le sue orme nel terreno, dando così vita ai Salti del Diavolo.